# راینولد مسنر
رینولد مسنر (۱۷ سپتامبر ۱۹۴۴ در بریکسن - ) کوهنورد ایتالیایی است. وی اولین کوهنوردی است که توانسته تمامی ۱۴ قلۀ جهان را که بیش از هشت هزار متر ارتفاع دارند فتح کند.

## اولین صعود انفرادی به اورست بدون کپسول اکسیژن
رینولد مسنر  از ایتالیا به همراه پیتر هابلر از اتریش در ۸ مه ۱۹۷۸ اولین صعود بدون استفاده از کپسول اکسیژن را از طریق مسیر جنوبی اورست رقم زدند. مسنر سپس در ۲۰ اوت ۱۹۸۰ قلهٔ اورست را برای اولین بار در تاریخ به تنهایی و بدون استفاده از کپسول اکسیژن و هرگونه پشتیبانی از مسیر شمالی که سخت‌تر است فتح کرد. او پس از شروع حرکتش از کمپ خود در ارتفاع ۶٬۵۰۰ متری سه روز متوالی برای رسیدن به قله وقت صرف کرد.
در سال ۱۹۸۲ و هنگام فتح قلۀ گاشربروم ۲، جسد کوهنورد اتریشی نوربرت ولف توسط رینولد مسنر و دو کوهنورد پاکستانی یافت شد. اما آن‌ها بی‌تفاوت از کنار آن‌ها گذشتند. این کار مسنر موجب شد تا مقالات زیادی علیه وی به چاپ رسد و او را کوهنوردی بنامند که با گذشتن از روی جسد سایرین پا بر فراز قلل می‌نهد. دو سال بعد، زمانی‌که مسنر به همراه کمرلندر برای تراورس قله‌های گاشربروم به آنجا آمد، زمان زیادی را برای دفن نوربرت ولف صرف نمود. جالب آن‌که تا آن روز کوهنوردان بسیاری نیز همانند مسنر و دو پاکستانی از کنار جسد ولف بی‌تفاوت گذشته بودند.
مسنر و برادرش در سال ۱۹۷۰ قلۀ نانگا را فتح کردند. او که با برادرش و دو کوهنورد دیگر همراه بود، در راه بازگشت دچار حادثه شد. در این حادثه برادر مسنر مفقود شد. رینولد مسنر دو روز تمام بدون تجهیزات و حتی کفش مناسب فرود کرد، در حالی‌که دو هم‌تیمی دیگرش در بیس‌کمپ گمان می‌کردند او و برادرش مرده‌اند. مسنر با پای زخمی و بی‌رمق خود را به یک دهکده رساند و ساکنان دهکده به او کمک کردند تا نجات پیدا کند. مسنر چند سال بعد و در ۱۹۷۸ جسد برادرش را پیدا کرد.

## پی نویس
1. ↑  ویکی‌پدیای انگلیسی